# UOne
UOne是香港美亞電視與中國移動香港附屬的流動電視服務UTV經營而擁有的一條以廣東話廣播的娛樂性綜合頻道，已於2015年12月1日停播，由C+ 頻道取代。

## 播放節目
- 好玩Safari
- 鮮浪潮電影
- 美麗旅遊日記
- 青協數碼青年
- 中原講你知
- 數碼潮流
- 貪靚識食
- GoGo東京
- 紅.館
- 你拍我拍
- 虛拟偶像社
- 賽馬直擊
- 放眼馬世界
- 跑馬地Fever
- 759部落
- 每周一籤
- Flash Nippon
- 微電影
- 微开眼界
- 食乐无穷
- 娛樂名人專訪（主持:李卓敏）
- 熱歌快打（墊播節目）
- 娛樂短訊（墊播節目）

特备節目
- 第56届亚太影展
- 2014年春节联欢晚会
- 第36届十大中文金曲颁奖音乐会
- 第33届香港电影金像奖
- 第2届亚洲彩虹奖